# المحافظة على النظام الغذائي
المحافظة على النظام الغذائي هي إستراتيجية للبحث عن الطعام يظهر فيها الأفراد ممانعة أو مقاومة طويلة لتناول الأطعمة الجديدة، حتى بعد ان يتغلبون على الرهاب الغذائي. ضمن أي عدد معين من باحثين الطعام، سيعرض البعض نسبة المحافظة على النظام الغذائي والبعض الآخر يعرض استهلاكًا مغامرًا، وهي إستراتيجية بديلة فيها الأفراد على اتم الاستعداد لقبول طعامًا جديدًا فورًا وبسهولة بعد أن تلاشى الرهاب الغذائي.
من المهم التأكيد على ان المحافظة على النظام الغذائي والرهاب الغذائي هما عمليتان منفصلتان، يتميزان باستمرار الافراد على الممانعة والمواجهة بمشكلة للطعام الجديد ولفترات زمنية طويلة.
غالباً ما تواجه الحيوانات خيارًا بين تناول طعامها المألوف أو توسيع نظامها الغذائي من خلال استهلاك طعام جديد، من المعروف منذ فترة طويلة أن الحيوانات تتردد في الاقتراب من الأطعمة الجديدة التي تصادفها، وهذا الخوف الأولي من الطعام (حرفيا «رهاب») يدوم فقط دقائق معدودة في معظم الحيوانات.
على عكس ذلك، تم تحديد استجابة ثانية للطعام الجديد، والتي بعد أن يتغلب الباحثين عن الطعام على رهابهم للاقتراب من الطعام الجديد ولمسه، يستمروا في تجنب تناوله لفترات طويلة من الزمن. هذا التجنب الطويل للطعام الجديد
```
يدعى «المحافظة على النظام الغذائي» وقد ثبت أن له أسسًا جينية.
```

على عكس الرهاب الغذائي، المحافظة على النظام الغذائي لا يقل خلال المواجهة المتكررة للطعام. على سبيل المثال وجد كيلي انه بعض افراد الطيور البرية يتجنبون الاطعمة الجديدة لاكثر من عامين على الرغم من ان الطعام الجديد كان واضحًا وشكله مستساغ ولذيذ.